# Château de Vins
Le château de Vins est situé sur la commune de Vins-sur-Caramy, dans le département du Var, en région Provence-Alpes-Côte d'Azur, à 8 km de Brignoles et à un kilomètre au nord-est du village, à une altitude de 340 m.

## Histoire
Le "castrum de Vicinis" ou "de Vizins", le château de Sainte Suzanne, apparaît dans trois chartes des
années 1060,. En 1543, le « bourg castral de Vins », avec son village, l’église et le château sont construits sur un éperon rocheux et dominent la vallée du Caramy sur l'éperon rocheux dominant la vallée du Caramy, rappelle l'emplacement du premier château déjà mentionné au XIe siècle mais qui fut abandonné en 1471.
En effet, au début du XVIe siècle, un nouveau château fut construit plus bas. Celui-ci a appartenu à la famille des comtes de Provence avant de passer par alliance aux familles de Brici puis de Garde. Hubert de Garde, futur « généralissime » des armées ligueuses de Provence,, et fils d'Honorat Gaspard Garde, président à mortier au parlement d'Aix, y est né en 1539. Cette famille édifia le château pour en faire sa résidence principale.
Hubert de Garde de Vins fut chef de la ligue en Provence. Son fils François obtient l'érection de Vins en marquisat par lettres du mois de mars 1641 enregistrées à Aix en avril suivant. Son petit-fils Jean, marquis de Vins, lieutenant général des armées du roi, capitaine lieutenant de la première compagnie des mousquetaires, meurt en 1731 sans postérité de Charlotte Ladvocat, issue de la robe parisienne, belle-sœur de Pomponne. Le comte du Luc en hérite.
Témoin d'une époque de transition entre la forteresse médiévale et le raffinement Renaissance, le château revêt un caractère tout particulier.

### Environnement

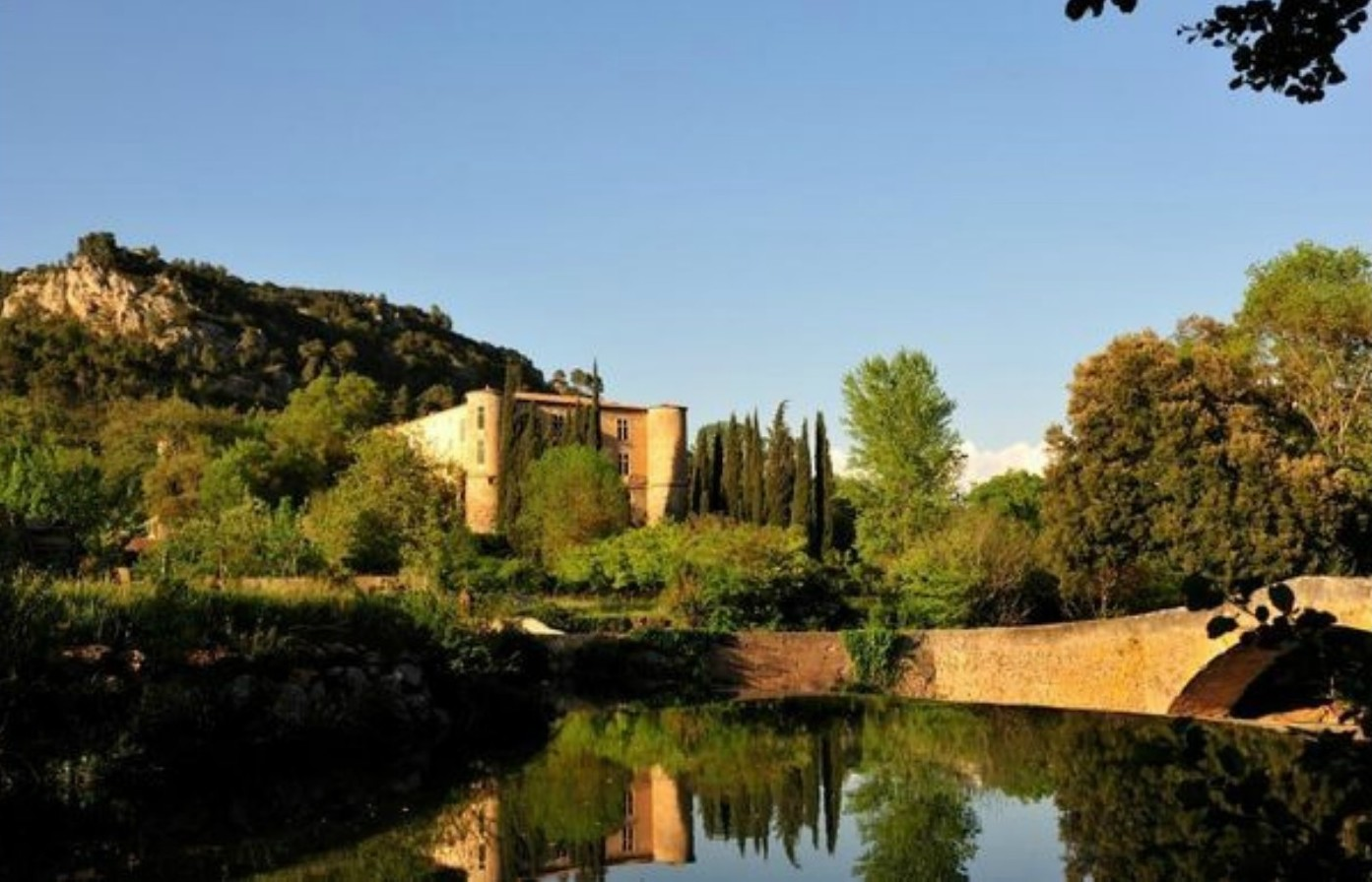
Le Caramy et vue sur le château.

Le quartier "Les Prés du Château", où se situe le château, est classé en zone Ub au plan local d'urbanisme de la commune et domine la rivière du Caramy. Il bénéficie aussi du classement en zone N, secteur Np qui délimite deux espaces de la commune à grande valeur paysagère, dans le cône de vue du village et du château,.

### Des vestiges dans une situation très préoccupante ayant nécessité d'importants travaux
Laissé à l'abandon durant la période 1930 à 1940, le monument se ruine. Il sera sauvé à l'initiative d'un propriétaire privé qui y entreprend régulièrement, depuis 1960, des travaux.
L'état sanitaire dressé par le propriétaire actuel et le programme pluriannuel de travaux proposé par l'architecte maître d’œuvre, René-Richard Michoud † de Grenoble, donne une idée de l'état du château et des urgences d'interventions auxquelles le propriétaire a dû faire face,.
L'ensemble des vestiges du château a été inscrit sur l'inventaire supplémentaire des monuments historiques par arrêté du 31 mai 1965.

## Description

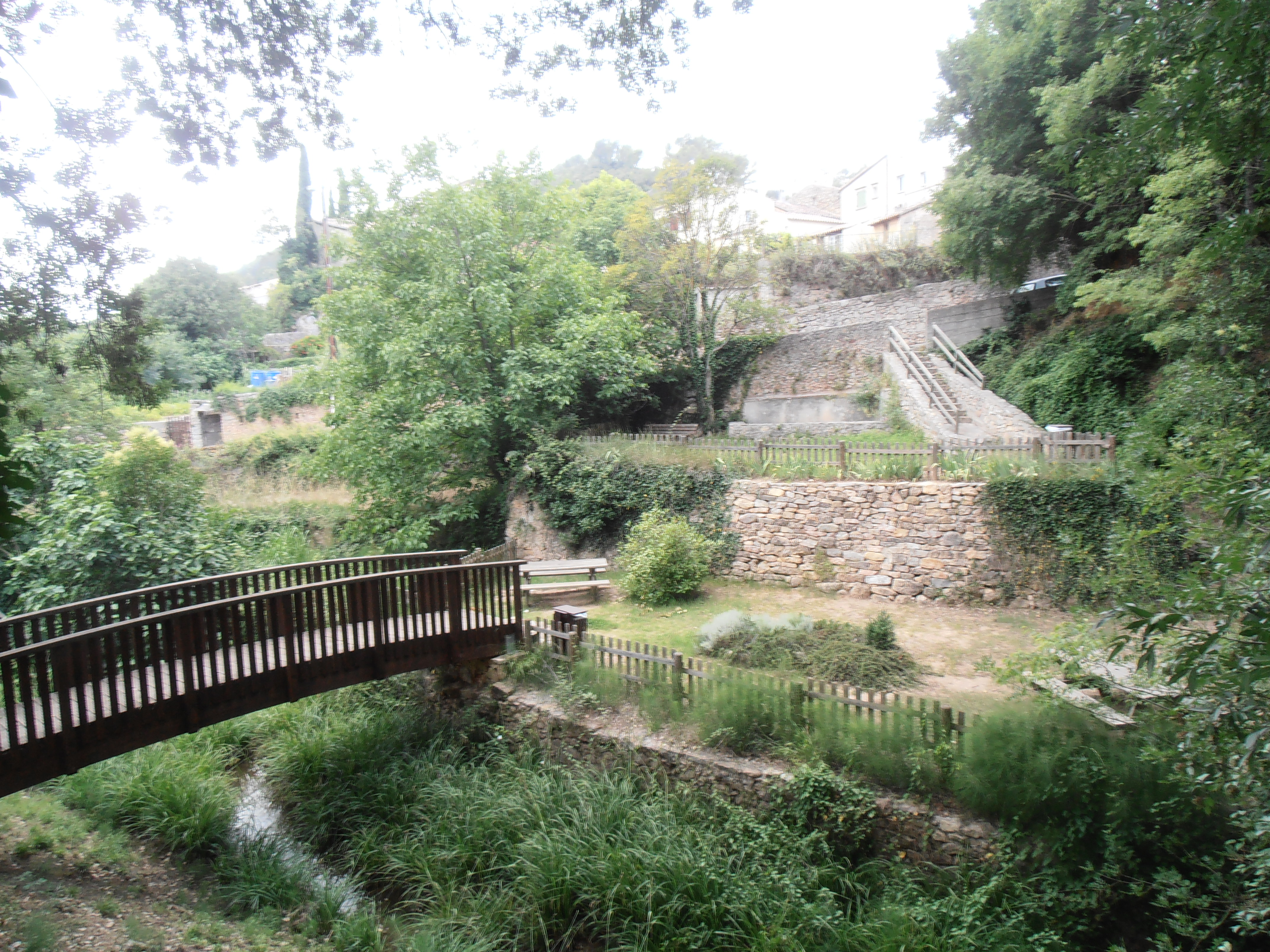
Environnement du château.
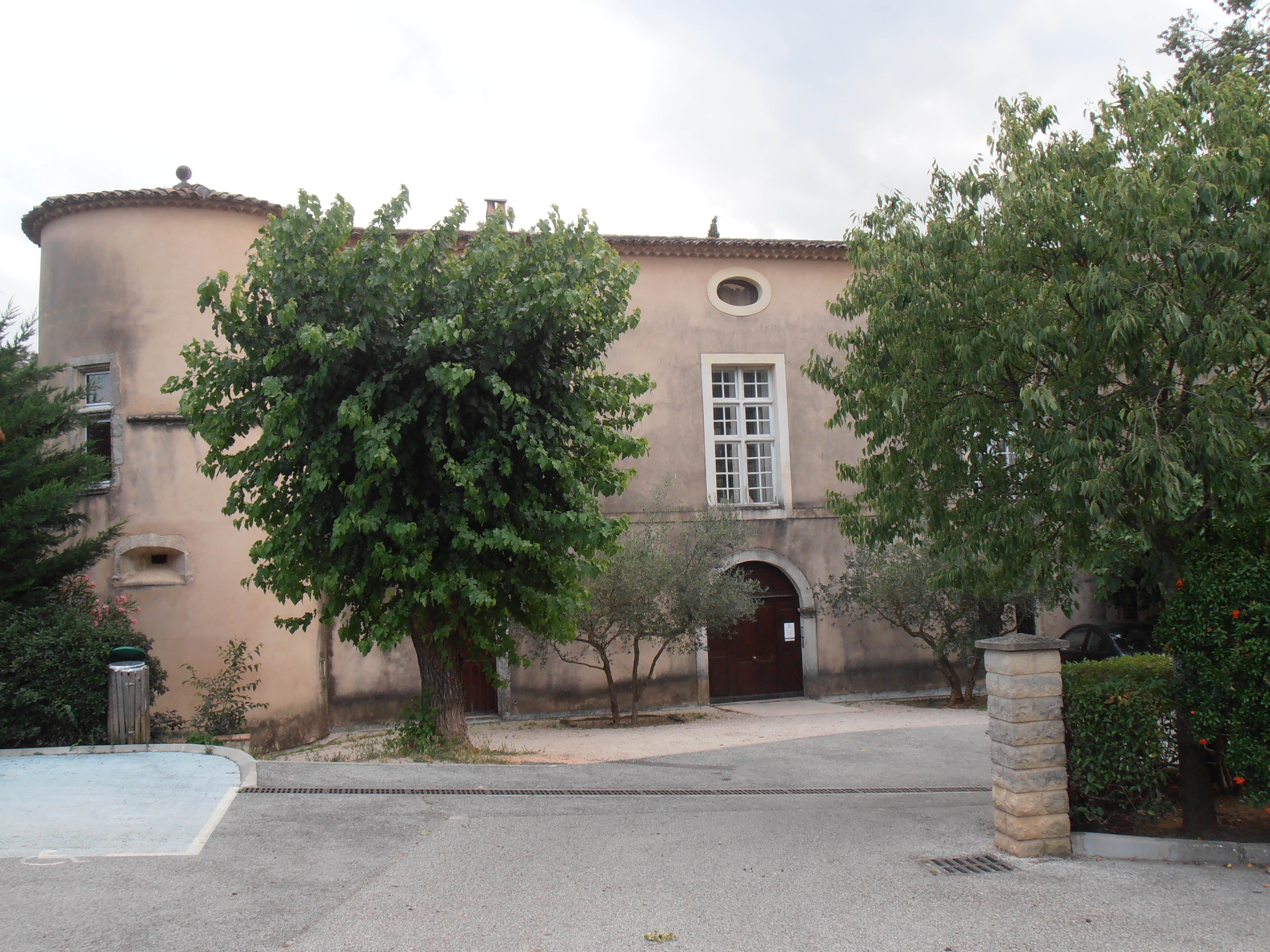
Entrée du château.
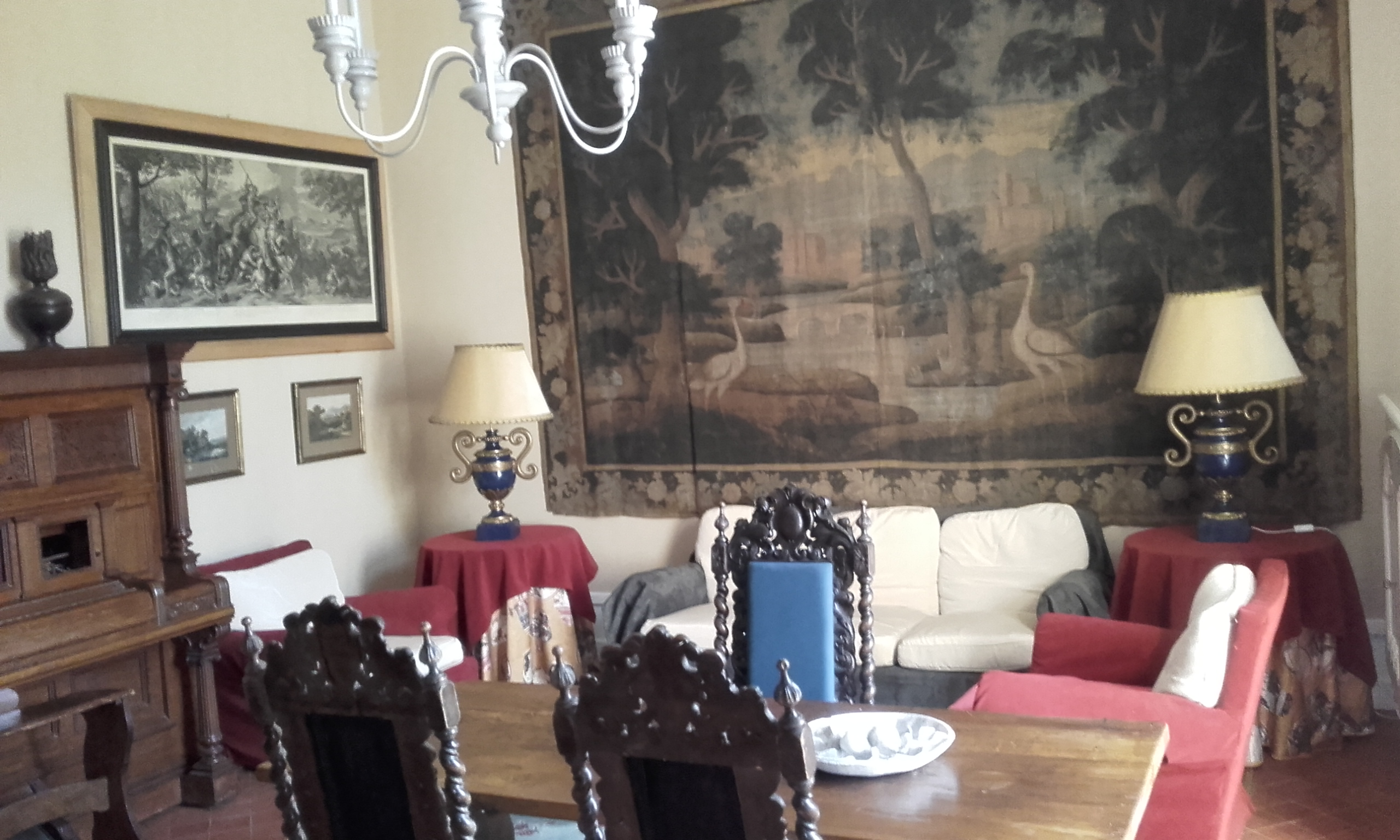
Anciennement salle de chasse parties communes, aujourd'hui le salon.
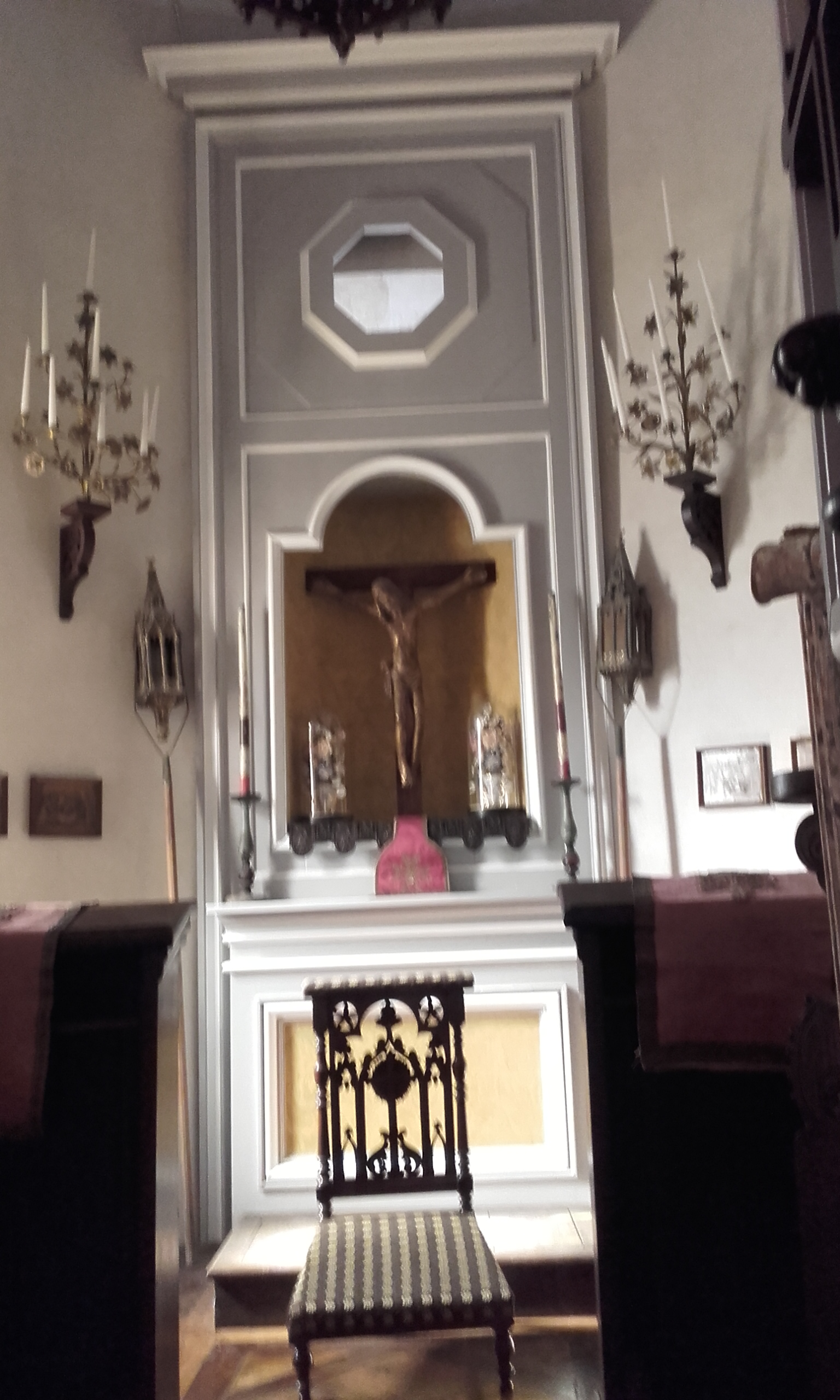
La chapelle du château.

Haut logis quadrangulaire au sud-est du village sur un massif de maçonnerie légèrement taluté à sa base pour rattraper la pente de la colline. C'est un château de fin du XVe siècle, remanié à la Renaissance puis au XVIIIe siècle. Il s'articule autour d'une cour d'honneur de 200 m2 environ, qui possède une galerie à double arcade surmontée d'une loggia à l'italienne.
Les loggias, éléments architecturaux importés des villas italiennes à la fin du Moyen-Âge, distribuaient deux grandes pièces de la partie sud du château où vivaient les propriétaires de l'époque.
Les murs montés en petit appareil très irrégulier ont été enduits à la chaux.
Une fontaine sous un arc en anse de panier est décorée d'un mascaron.
La salle de chasse, initialement partie commune, est actuellement utilisée en salon.
La chapelle, dans une des tours d'angle, a été restaurée.

## Les travaux de conservation-restauration-réutilisation

### La réutilisation: un bon moyen de conservation des édifices
Il fallait la passion et l’obstination de Jean Bonnet, de son épouse, de leur fils Jean-Luc et de leur ami René Michoud, architecte décorateur, partie prenante du projet depuis le début, pour se lancer dans l’aventure de la conservation-restauration-réutilisation du château de Vins-sur-Caramy, qui témoigne aujourd’hui de la transition entre la forteresse et le type d’habitation d’agrément à l’époque de la Renaissance.

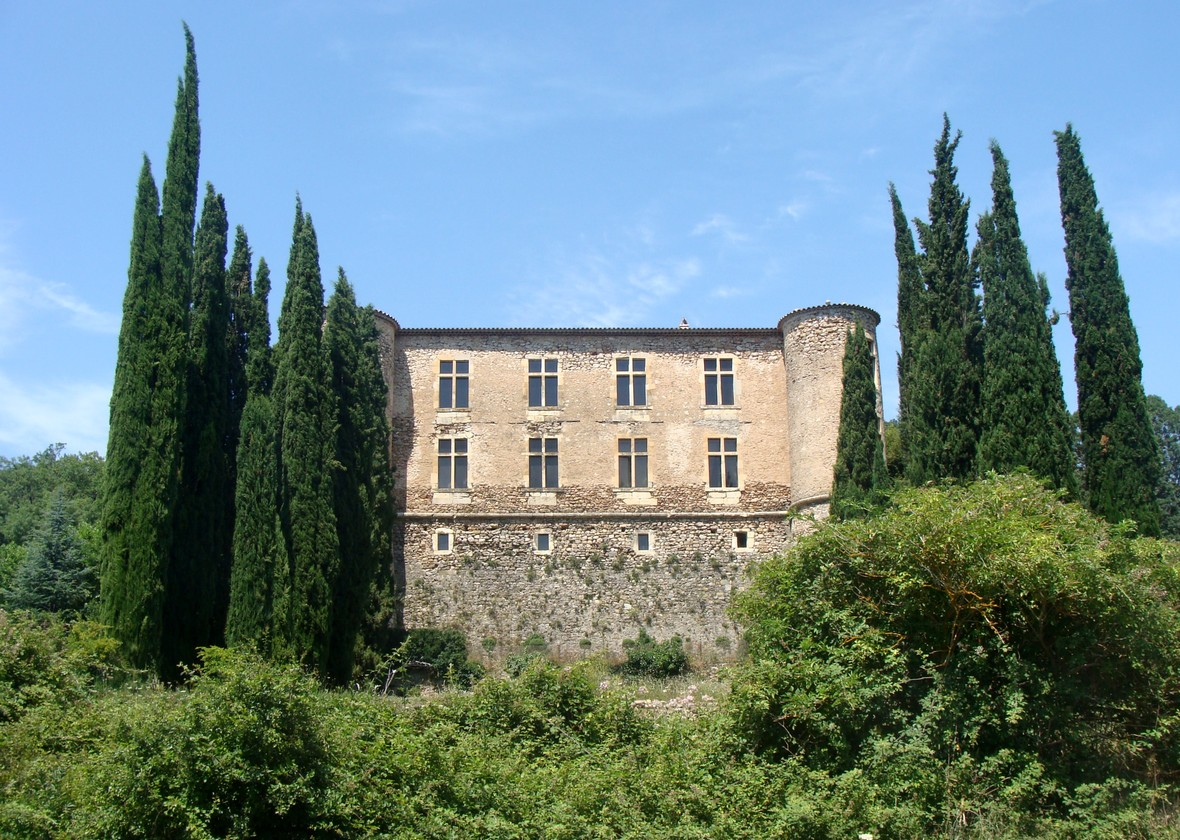
Des travaux de conservation-restauration-réutilisation exemplaires

Une aventure sans fin car le patrimoine nécessite des soins constants de qualité des travaux, dans le respect de l’histoire du monument. Les propriétaires ont en effet su donner une seconde vie au château. Le rapport de synthèse de la "1ère Loi de programme relative au patrimoine architectural," initiée par François Léotard alors  ministre de la Culture et de la Communication du gouvernement Jacques Chirac II, loi prise dans la foulée de la Loi n° 87-571 du 23 juillet 1987 sur le développement du mécénat, avait d'ailleurs tenu en 1988 à encourager ces initiatives privées.
Cette opération de restauration et la qualité de la réutilisation ont en outre été distinguées du "Prix Architecture et Musique" décerné par "La Demeure historique" récompensant les efforts des propriétaires.
Conserver les éléments du passé n’empêche pas de répondre aux besoins d’aujourd’hui ! Quand on parle de réutilisation, la priorité revient souvent à l’usage : la conception et le traitement des espaces d’un bâtiment doivent assurer la qualité et le confort de leur destination, ceci en parfaite cohérence avec les fonctions qui s’y exercent, les activités qui s’y déroulent et les services qui y sont dispensés.

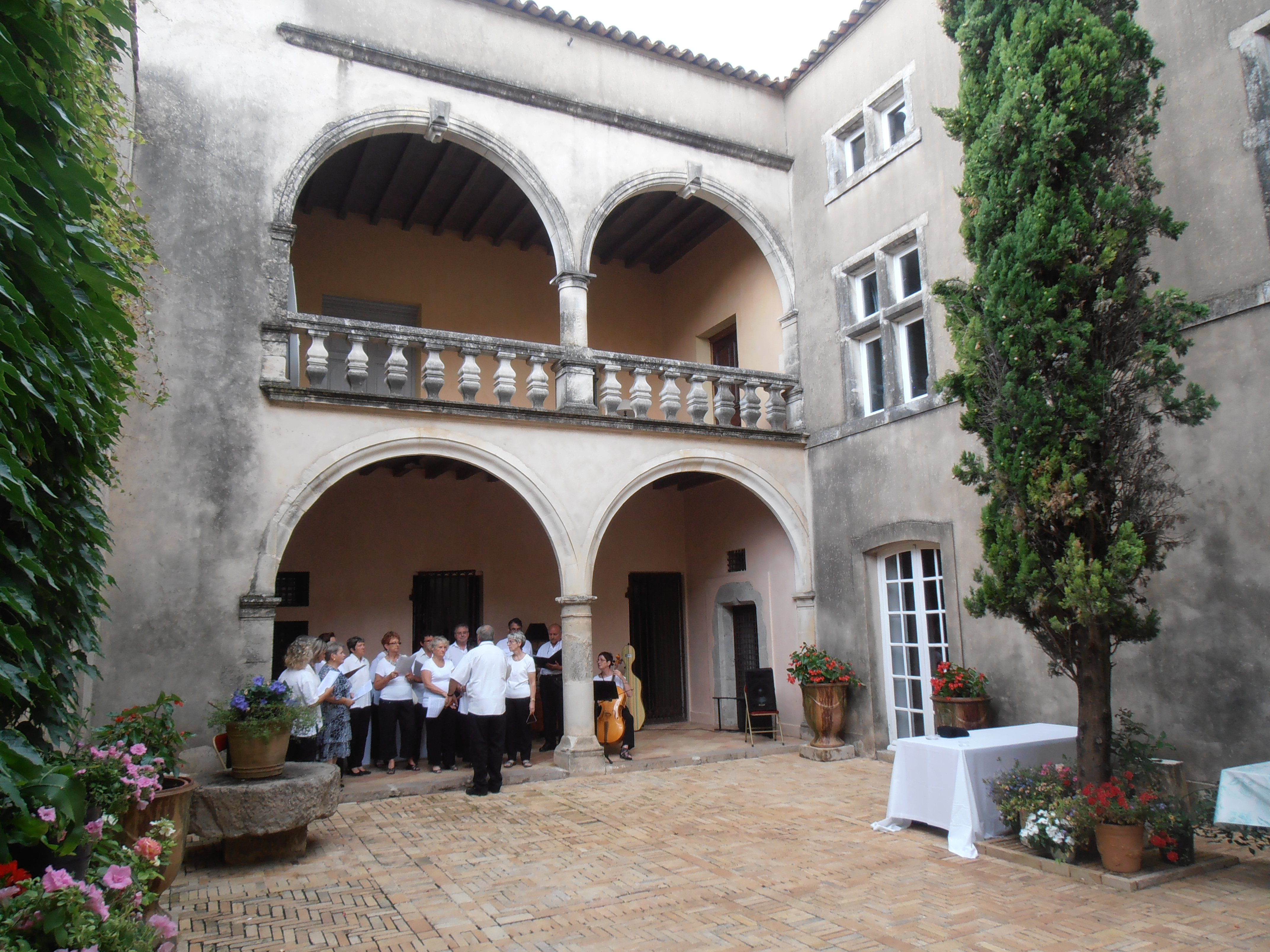
La chorale de Vins dans la cour d'honneur

La qualité d’usage intègre ainsi la notion de confort. Un site ouvert au public doit être accessible à tous les usagers, petits ou grands, valides ou handicapés. Instaurer le confort d’usage dans un édifice à vocation culturelle, c’est permettre à chacun de le comprendre, de s’y repérer, de le parcourir sans gêne, sans risque et… tout simplement de se l’approprier. C’est pourquoi le propriétaire, maître d’ouvrage, a aussi souhaité que les espaces favorisent et permettent en même temps une certaine intimité des utilisateurs / usagers. Ceci concerne notamment : le confort acoustique, en chaque endroit, que ce soit les espaces les plus nobles (salles de spectacle ou d’enseignement qui ont à la fois une vocation musicale, de lieu d’exposition…), et les parties communes (cour d’honneur, espaces naturels...).

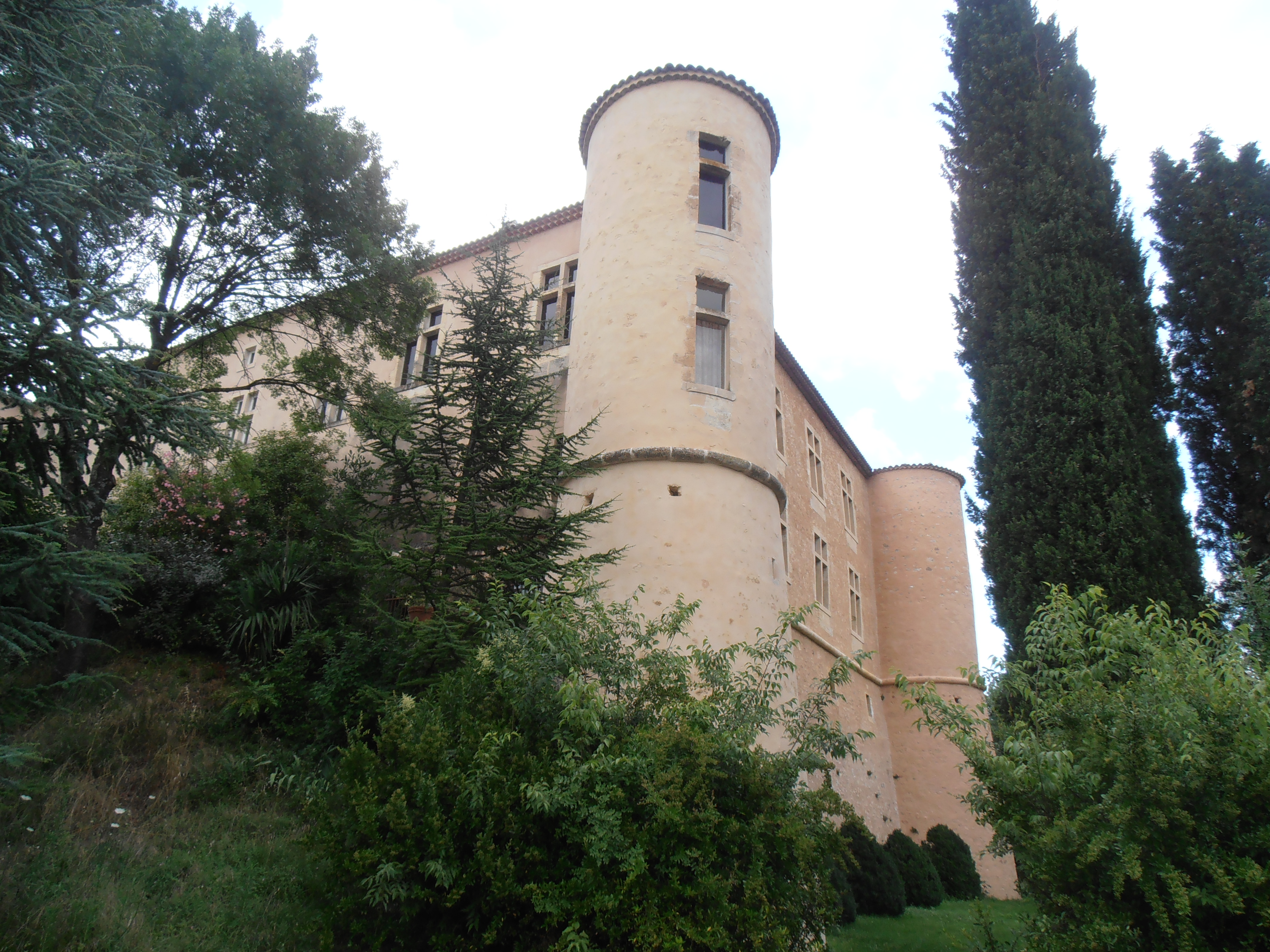
Les tours d’angles du château

La discussion doit être ouverte à savoir si un monument doit faire l’objet d’une restauration complète, partielle ou seulement d’une consolidation archéologique qui le gèle dans son dernier état. Mais lui trouver une nouvelle destination commande aussi de satisfaire ses besoins en respectant son caractère, son histoire et son architecture.
On ne traite pas de la même manière un château-fort en ruine où il manque tant d’éléments à restituer et un château, un manoir, une maison, une église auxquels il manque planchers et toitures.
Bruno Foucart, président des 13e « Entretiens du patrimoine » qui se sont tenus pour la première fois en province (à Marseille en novembre 2003), avait insisté sur le fait que « L’utilisation ou la réutilisation des bâtiments que nous considérons comme patrimoniaux s’est imposée comme une exigence à la fois économique, culturelle et sociale. Pour cette raison, la stricte conservation ne peut pas exclure la vie et ses compromis : elle nécessite au contraire la mise au temps présent des monuments historiques ». Les aménagements du château de Vins sont, comme ceux du château d'Entrecasteaux, du château de Moissac-Bellevue, de l'abbaye de La Celle et bien d'autres, des exemples de référence de réutilisation culturelle dans le département du Var.

## Activités culturelles et musicales
Une "association pour la sauvegarde des vestiges du château" est par ailleurs créée, le 27 juillet 1982, à laquelle succédera l' "Association de Sauvegarde et d'Animation culturelle du château de Vins".
Depuis 1983, alors que le chantier n'en était qu'à ses débuts, outre des visites guidées, le château accueille des expositions, des spectacles d'art lyrique, une académie d'été de musique, des concerts classiques contemporains et du monde ainsi que des stages de musique,,, des classes "chantiers"...

### Animations
Les Nocturnes ont été récompensés en 2004 par le Prix Architecture et Musique attribué par la revue La Demeure Historique, pour la restauration de la cour d'honneur et le programme culturel présenté. C'est aussi au château de Vins que Péchiney a célébré le bicentenaire de la grande aventure de la bauxite et de l'aluminium. C'est aussi en ce lieu que sera signée la fermeture définitive des dernières mines.
La cour d’honneur du château a accueilli des solistes de renommée internationale  tels que Pierre Barbizet, Yuri Boukoff, le Trio Chostakovitch, Éric Le Sage, Frank Braley, Emmanuel Pahud, Paul Meyer, Edouard Exerjean, Michael Lonsdale, le quatuor Ludwig ou encore le quatuor Enesco, Juan Carmona, Paul Lay,....
Les terrasses extérieures ont également accueilli de grands spectacles comme Le songe d’une nuit d’été, Temporalia, Egonie, l’Orchestre des Jeunes de la Méditerranée,...
En 2019 le château accueille le Festival Musiques & Patrimoine en Pays Varois, les 18 et 20 juillet 2019; et 09 et 10 août 2019.
Le château dispose en effet, pour l'accueil de tous les publics :
- de la cour d'honneur,
- de la salle de chasse (grand salon attenant à la cour),
- de la salle des Gardes,
- d'une grande salle voûtée pouvant accueillir jusqu'à 150 personnes,
- d'une petite chapelle,
- des terrasses et jardins

Le tout peut accueillir entre 50 et 150 personnes, et possède en outre cinq chambres d'hôtes et un appartement doté de deux chambres supplémentaires.

### Bibliographie

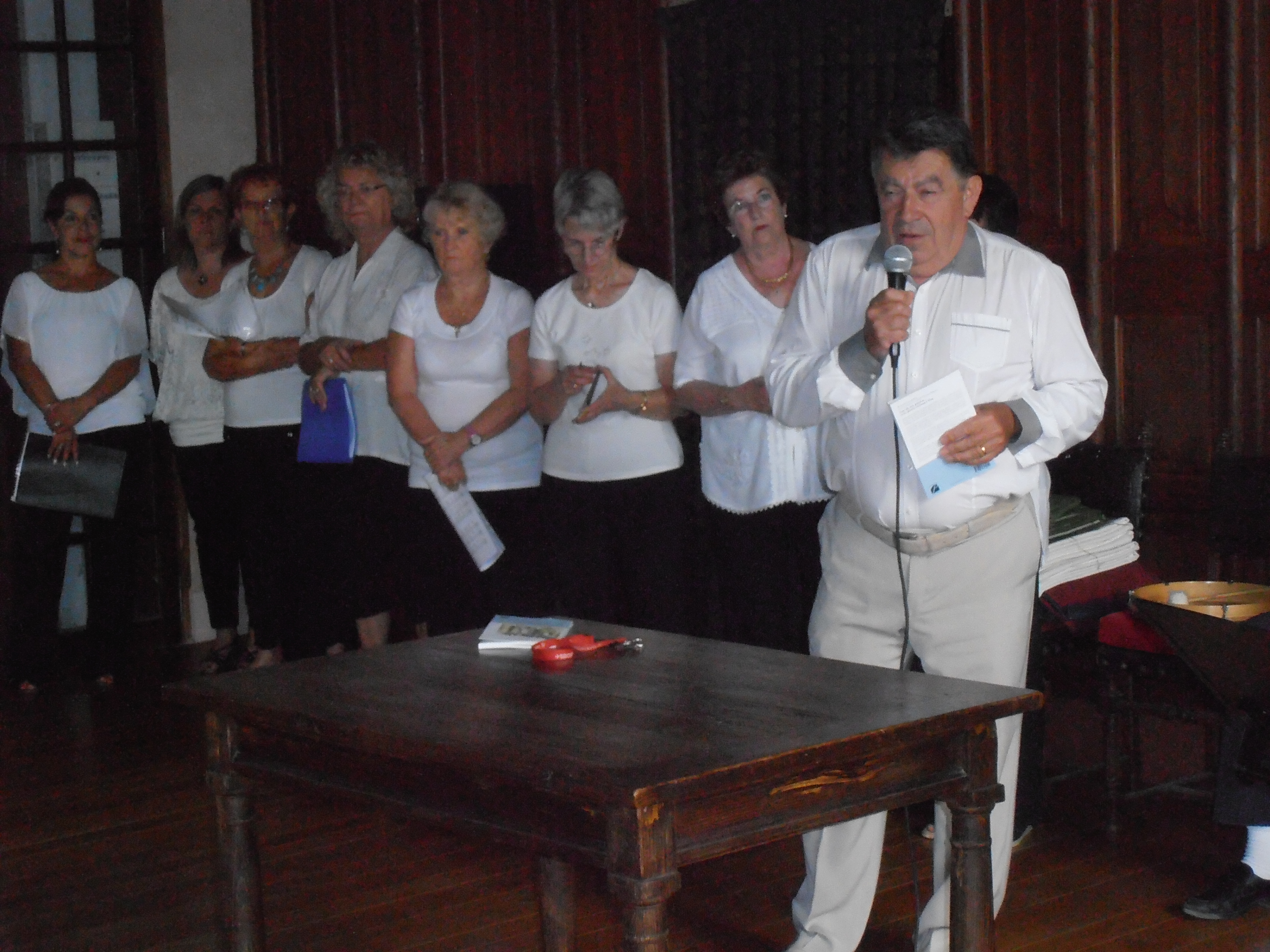
Présentation du livre " Une vie, une passion... et les pierres revivent à Vins" par Bernard Lucquiaud

### Liens connexes
- Hubert de Garde de Vins. Voir aussi : Liste historique des marquisats de France Vins (Vins-sur-Caramy).
- Jaume Garde.
- Jean V de Pontevès : Biographie du neveu de Jean de Pontevès : Hubert Garde de Vins.
- Charles-François de Vintimille du Luc